# Бурлаков, Борис Владимирович
Борис Владимирович Бурлаков (7 февраля 1909 — 25 ноября 1979) — советский организатор театра и кинопроизводства.

## Биография
Родился 7 февраля 1909 года в семье волжских пароходчиков, некогда бывших бурлаками.
Получил педагогическое образование.
С 1931 года работал в Центральном доме художественного воспитания детей.
В 1933—1949 годах работал директором Главного центрального театра кукол.
В 1949 году работал директором в передвижном Театре промкооперации.
Какое-то время работал в Московском городском театре кукол.
В 1953—1963 годах работал директором кукольного объединения киностудии «Союзмультфильм». Был директором нескольких фильмов этой студии.
В 1960-е годы вновь работал в Московском городском театре кукол.
Принимал участие в организации Детского музыкального театра, а также отдела театра кукол при Московской областной филармонии.
Умер 25 ноября 1979 года.

## Фильмография
| Год  | Название мультфильма                   | Студия           |
| ---- | -------------------------------------- | ---------------- |
| 1954 | «Два жадных медвежонка»                | «Союзмультфильм» |
| 1954 | «Злодейка с наклейкой»                 | «Союзмультфильм» |
| 1954 | «Карандаш и Клякса — весёлые охотники» | «Союзмультфильм» |
| 1954 | «На даче»                              | «Союзмультфильм» |
| 1954 | «Танюша, Тявка, Топ и Нюша»            | «Союзмультфильм» |
| 1955 | «Упрямое тесто»                        | «Союзмультфильм» |
| 1955 | «Четыре монеты»                        | «Союзмультфильм» |
| 1955 | «Юля-капризуля»                        | «Союзмультфильм» |

## Рецензии, отзывы, критика
По мнению Голдовского Б. П., Бурлаков блестяще провёл работы по реконструкции здания, полученного Главным центральным театром кукол в 1936 году. Во многом благодаря именно его организаторским способностям и энергии была успешно проведена эвакуация театра (включая имущество и семьи сотрудников) в Куйбышев и обеспечена полноценная работа театра в годы Великой Отечественной войны. Уход Бурлакова из Центрального театра кукол был вызван конфликтом с главным режиссёром Образцовым Вместе с Образцовым ушёл режиссёр Громов, а следом — пятеро лучших кукольников во главе с Солнцевым. Уходу Бурлакова и Громова посвятил несколько строк в своей поэме «Письмо в Сухуми» актёр и драматург театра Курдюмов В. В.:

Мы сразу двух лишились громов:

Громокипящий Бурлаков

И недокипячённый Громов

Уходят с наших облаков.

И Сам теперь и пьесы ставит,

И всем ковчегом нашим правит,

Хоть не охотник из числа,

Мешающих два ремесла.
По воспоминаниям Голубовского Б. Г., в 1949 году у Бурлакова были наполеоновские замашки, он собирался организовать целый комбинат искусств на основе культсектора Центрального совета промкооперации. Планировались к созданию литературно-драматический театр, кукольный театр, театр эстрады, театр музыкальной комедии. Конец планам положили многочисленные проверки, последовавшие вследствие разгромного фельетона «Пароход идет на Волге», в котором описывалось якобы имеющее место нецелевое расходование средств Промкооперации на театральные и личные нужды. Несмотря на то, что проверки никаких нарушений не выявили, руководство Промкооперации решило ограничиться небольшим театральным коллективом Каверина.
По мнению авторов «Энциклопедии отечественной мультипликации», именно Бурлаков привёл с собой во вновь создаваемое объединение кукольных мультфильмов лучших художников-оформителей кукол из театра Образцова, включая Гурова, Солнцева, Лютинского, составивших костяк коллектива. Именно стараниями Бурлакова была создана производственная база объединения, именно он добился выделения объединению отдельного здания.
По воспоминаниям Конюховой В. Н., Борис Бурлаков всегда был при галстуке, был крупным красивым вальяжным мужчиной. Несмотря на слухи о его крутом нраве, с работниками мастерских всегда был корректен.